# Еріх Топп
Еріх Топп (нім. Erich Topp; нар. 2 липня 1914, Ганновер — пом. 26 грудня 2005, Зюсен, Баден-Вюртемберг) — німецький офіцер-підводник часів Третього Рейху, фрегаттен-капітан Крігсмаріне (1944). Кавалер Лицарського хреста з дубовим листям та мечами (1942). Третій за результативністю командир підводного човна U-Boot, на рахунку якого 36 затоплених кораблів та суден противника, загальним тоннажем 198 650 реєстрових тон та 4 судна пошкоджено (32 317 реєстрових тон). Після Другої світової війни продовжував службу в Бундесмаріне, останнє військове звання контрадмірал.

## Життєпис
Еріх Топп народився в сім'ї інженера Йоганнеса Топпа. 8 квітня 1934 року вступив у рейхсмаріне. З 18 квітня по 4 жовтня 1937 року служив ад'ютантом на борту легкого крейсера «Карлсруе», який в червні 1937 року, під час громадянської війни в Іспанії, патрулював перед іспанським берегом.
Ще до початку Другої світової війни Карл Деніц переконав молодого офіцера вступити в підводні сили крігсмаріне. У червні 1940 року він отримав команду над підводним човном U-57 типу IIC, на якому в двох походах потопив шість судів. При поверненні з бойового походу під Брунсбюттель трапилася аварія. Норвезький суховантаж «Rona» врізався в освітлений в нічний час підводний човен і вона затонула протягом декількох секунд. Шість моряків загинуло.
У грудні 1940 року Топп був призначений командиром підводного човна U-552 типу VIIC. На ній він зробив 10 походів, в яких він потопив 28 торгових суден і ще 4 пошкодив. 31 жовтня 1941 року потопив американський есмінець «Рубен Джеймс», який став першим потопленим американським кораблем у Другій світовій війні. У жовтні 1942 Топп став начальником 27-ї підводного флотилії в Готенгафені. До кінця війни він був командиром U-2513, «електрочовна» класу XXI.
Всього Еріх Топп потопив 34 судна (близько 200 000 брт), один есмінець і одне військове допоміжне судно. Таким чином, він став третім за результативністю підводником Другої світової війни, поступившись тільки Отто Кречмеру і Вольфгангу Люту.
З 20 травня по 17 серпня 1945 року Топп був військовополоненим в Норвегії. 4 червня 1946 року він почав вивчати архітектуру в Ганноверському технічному університеті і закінчив його в 1950 році, отримавши диплом з відзнакою.
3 березня 1958 року він знову вступив у військово-морські сили Німеччини. З 16 серпня 1958 року Топп служив офіцером штабу у військовому комітеті НАТО у Вашингтоні. З 1 січня 1962 він служив командувачем десантних сил і одночасно протягом одного місяця в. о. командувача підводних човнів. 1 жовтня 1963 він був призначений начальником штабу в командуванні флотом, з 1 липня 1965 року служив начальником підвідділу в міністерстві оборони ФРН. 15 листопада 1965 він став заступником інспектора ВМС. 31 грудня 1969 року пішов на пенсію. Після відходу з Бундесмаріне Топп кілька років працював консультантом, в тому числі на верфі «Howaldtswerke-Deutsche Werft».

## Нагороди
Військова кар'єра
- 8 квітня 1934 — кадет
- 1934 — кадет ВМС
- 1 липня 1935 — фенрих ВМС
- 1 січня 1937 — обер-фенрих ВМС
- 1 квітня 1937 — лейтенант-цур-зее
- 1 квітня 1939 — оберлейтенант-цур-зее
- 1 вересня 1941 — капітан-лейтенант
- 17 серпня 1942 — корветтен-капітан
- 1 грудня 1944 — фрегаттен-капітан

- 3 березня 1958 — фрегаттен-капітан
- 1 листопада 1959 — капітан-цур-зее
- 15 листопада 1965 — адмірал флотилії
- 21 грудня 1966 — контрадмірал

- Медаль «За вислугу років у Вермахті» 4-го класу (4 роки)
- Нагрудний знак підводника з діамантами
  - знак (7 листопада 1939)
  - діаманти (11 квітня 1942)
- Залізний хрест
  - 2-го класу (1 січня 1940)
  - 1-го класу (1 вересня 1940)
- Лицарський хрест Залізного хреста з дубовим листям і мечами
  - лицарський хрест (20 червня 1941)
  - дубове листя (№ 87; 11 квітня 1942)
  - мечі (№ 17; 17 серпня 1942)
- Тричі відзначений у Вермахтберіхт (3 липня 1941, 11 квітня 1942, 18 червня 1942)
  - «В боротьбі з ворожим морським постачанням особливо відзначилися підводні човни під керівництвом капітан-лейтенантів Мора, Топпа, Вітте і фон Розенштіля та оберлейтанта-цур-зее Ітеса.» (18 червня 1942)
- Почесний кинджал Крігсмаріне з діамантами (17 серпня 1942)
- Хрест Воєнних заслуг
  - 2-го класу з мечами (30 січня 1944)
  - 1-го класу з мечами (1 грудня 1944)
- Орден «За заслуги перед Федеративною Республікою Німеччина», командорський хрест (19 вересня 1969) — за заслуги у відновленні військово-морських сил і їх інтеграції в структури НАТО.